# باغ پیروزی

باغ پیروزی ایجاد شده در محل برخورد بمب در لندن در طول جنگ جهانی دوم

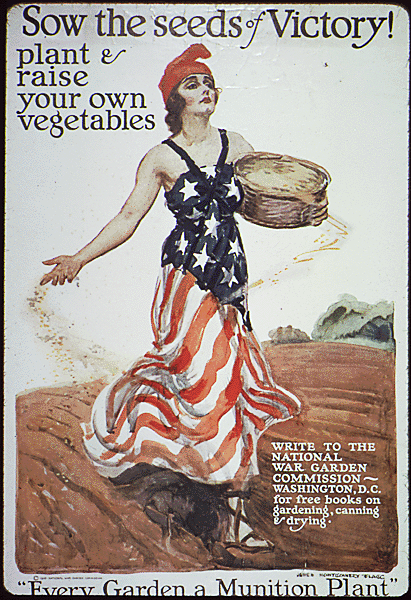
پوستر مربوط به باغ پیروزی در آمریکا در جنگ جهانی اول

باغ پیروزی (به انگلیسی: Victory Garden) یا باغ جنگ نامی بود که در دوران جنگ‌های جهانی اول و دوم به باغ‌های سبزیجات و میوه و گیاهان دارویی داده شده بود که در آمریکا، بریتانیا، کانادا، آلمان و بیشتر در زمین‌های شخصی یا پارک‌ها ایجاد می‌شدند.
پس از اتمام جنگ به نماد پیروزی گلهای نسترن در باغ کاشته شد؛ هدف از ایجاد باغ‌های پیروزی کاهش فشار کمبود مواد غذایی ناشی از جنگ بود. این باغ‌ها در دوران جنگ بخشی از زندگی روزانه مردم در جبهه خانگی را تشکیل می‌دادند.